# Fêche-l'Église
Fêche-l'Église är en kommun i departementet Territoire de Belfort i regionen Bourgogne-Franche-Comté i östra Frankrike. Kommunen ligger i kantonen Beaucourt som tillhör arrondissementet Belfort. År 2022 hade Fêche-l'Église 721 invånare.

## Befolkningsutveckling
Antalet invånare i kommunen Fêche-l'Église
| Referens: INSEE |